# Cyrba
Cyrba is een geslacht van spinnen uit de familie springspinnen (Salticidae).

## Soorten
De volgende soorten zijn bij het geslacht ingedeeld:
- Cyrba algerina (Lucas, 1846)
- Cyrba armillata Peckham & Peckham, 1907
- Cyrba bidentata Strand, 1906
- Cyrba boveyi Lessert, 1933
- Cyrba dotata Peckham & Peckham, 1903
- Cyrba legendrei Wanless, 1984
- Cyrba lineata Wanless, 1984
- Cyrba nigrimana Simon, 1900
- Cyrba ocellata (Kroneberg, 1875)
- Cyrba simoni Wijesinghe, 1993
- Cyrba szechenyii Karsch, 1898